# Resultados do Carnaval do Rio de Janeiro em 1988
Nesta página estão listados os resultados dos concursos de escolas de samba, blocos de rua, coretos, frevos carnavalescos, ranchos carnavalescos e sociedades carnavalescas do carnaval do Rio de Janeiro do ano de 1988. Os desfiles foram realizados entre os dias 13 e 15 de fevereiro de 1988. 
Unidos de Vila Isabel conquistou seu primeiro título na elite do carnaval com um histórico desfile sobre a cultura negra e o centenário da Abolição da Escravatura no Brasil, comemorado no mesmo ano. O enredo "Kizomba, Festa da Raça" foi desenvolvido pelo cantor e compositor Martinho da Vila, e o desfile foi confeccionado pelos carnavalescos Milton Siqueira, Paulo César Cardoso e Ilvamar Magalhães. Tanto o desfile quanto o samba-enredo composto por Luiz Carlos da Vila, Jonas Rodrigues e Rodolpho de Souza são comumente listados entre os melhores da história do carnaval. Campeã nos dois anos anteriores, a Mangueira ficou com o vice-campeonato por um ponto de diferença da Vila. Últimas colocadas, Unidos do Cabuçu e Imperatriz Leopoldinense seriam rebaixadas, mas o descenso foi cancelado após a LIESA assumir a responsabilidade pelo atrasado causado no desfile da Imperatriz. O Desfile das Campeãs e o concurso das grandes sociedades foram cancelados devido a um temporal que deixou a cidade em estado de calamidade pública.
Arranco foi o campeão do Grupo 2, sendo promovido à primeira divisão junto com a vice-campeã, Unidos do Jacarezinho. Arrastão de Cascadura venceu o Grupo 3, sendo promovido à segunda divisão junto com a vice-campeã, Em Cima da Hora. Leão de Nova Iguaçu ganhou o Grupo 4, sendo promovido à terceira divisão junto com a vice-campeã, Unidos do Viradouro.
Os desfiles dos blocos de empolgação e de enredo não foram realizados por falta de acordo financeiro com a Prefeitura. A Riotur promoveu o primeiro Concurso de Blocos de Rua do carnaval carioca. A final da disputa foi realizada no Sambódromo da Marquês de Sapucaí e teve a vitória da Associação Atlética Carnavalesca Refulyer de Piabetá, do município de Duque de Caxias. Azulões da Torre foi campeão dos ranchos. Lenhadores venceu o concurso de frevos. No concurso de coretos, venceu o da Rua Sofia, em Padre Miguel.

## Escolas de samba

### Grupo 1
O desfile do Grupo 1 foi organizado pela Liga Independente das Escolas de Samba do Rio de Janeiro (LIESA) e realizado no Sambódromo da Marquês de Sapucaí, a partir das 20 horas dos dias 14 e 15 de fevereiro de 1988.
Ordem dos desfiles
A primeira noite de desfiles foi aberta pela campeã do Grupo 2 do ano anterior, Unidos da Tijuca. A segunda noite de desfiles foi aberta pela vice-campeã do Grupo 2 do ano anterior, Tradição. A posição de desfile das demais escolas foi definida através de sorteio realizado pela LIESA no dia 27 de maio de 1987.
| Domingo (14/02/1988) | Segunda-feira (15/02/1988) |

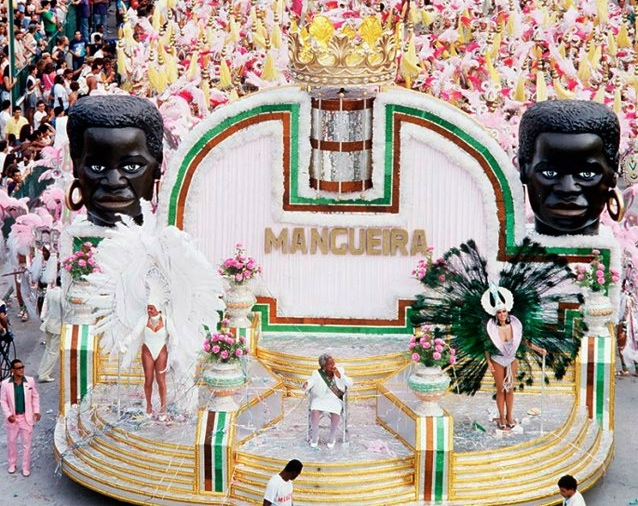
Abertura do desfile da Mangueira em 1988. A escola disputava o tricampeonato, porém ficou com o vice-campeonato.

| 1. Unidos da Tijuca 2. Mocidade Independente de Padre Miguel 3. União da Ilha do Governador 4. Imperatriz Leopoldinense 5. São Clemente 6. Estácio de Sá 7. Acadêmicos do Salgueiro 8. Portela | 1. Tradição 2. Caprichosos de Pilares 3. Beija-Flor 4. Unidos do Cabuçu 5. Unidos da Ponte 6. Unidos de Vila Isabel 7. Império Serrano 8. Estação Primeira de Mangueira |

Quesitos e julgadores
Foi mantido o esquema de julgamento implantado no ano anterior. As escolas foram avaliadas em dez quesitos, com quatro julgadores cada, e notas de cinco a dez. A menor e a maior nota de cada escola, em cada quesito, foram descartadas. Não houve critérios de desempate.
| Quesitos | Quesitos                     | Julgador 1                   | Julgador 2            | Julgador 3                  | Julgador 4                   |
| -------- | ---------------------------- | ---------------------------- | --------------------- | --------------------------- | ---------------------------- |
|          | Bateria                      | Nivaldo Ornelas              | Anselmo Mazzoni       | José Maria Flores           | Antônio Espírito Santo       |
|          | Samba-Enredo                 | Ronaldo Monteiro de Barros   | Eduardo Athayde       | Ivan Cavalcanti Proença     | João Máximo                  |
|          | Harmonia                     | Berta Nutels                 | Francisco Moreno      | Miguel Renato Macedo Bastos | Edson Cabral                 |
|          | Evolução                     | Luiz Eduardo Resende         | Carlos Pousa          | Cláudio Cunha               | Éle Semog                    |
|          | Conjunto                     | Mário Cardoso                | Stênio Garcia         | Aderbal Freire Filho        | Nelson Xavier                |
|          | Enredo                       | Carlos Moura                 | José Clécio Quesado   | Maria Laura Cavalcanti      | Afonso Carlos M. dos Santos  |
|          | Fantasias                    | Marcelo Silva                | Osmar Pereira         | Dulce Tupy                  | Luiz Mendonça                |
|          | Comissão de Frente           | Ana Maria Nascimento e Silva | Fernando C. Moro      | Raphael David dos Santos    | Marilda Rodrigues da Fonseca |
|          | Mestre-Sala e Porta-Bandeira | Roberto Roney                | Ilclemar Nunes        | Luís Olimecha               | Carlos Wilson                |
|          | Alegorias e Adereços         | Sandra Burstin               | José Roberto Penteado | Flávio Marinho Rego         | Maurício Salgueiro           |

#### Classificação
Unidos de Vila Isabel foi a campeã, conquistando seu primeiro título na elite do carnaval carioca. Sexta escola a se apresentar na segunda noite, a Vila Isabel realizou um desfile sobre a cultura negra e o centenário da Abolição da Escravatura no Brasil, comemorado no mesmo ano. A apresentação homenageou líderes negros como Martin Luther King, Samora Machel, Nelson Mandela, Zumbi dos Palmares, entre outros; abordou manifestações culturais de origem negra; e protestou contra o racismo e o regime do Apartheid da África do Sul. O enredo "Kizomba, Festa da Raça" foi desenvolvido por Martinho da Vila, inspirado nos festivais Kizomba, que o cantor promoveu anos antes. O termo "kizomba", deriva do Kimbundu, uma das línguas oficiais da Angola, e significa o encontro de pessoas que se identificam numa festa de confraternização. O samba-enredo composto por Luiz Carlos da Vila, Jonas Rodrigues e Rodolpho de Souza entrou para a antologia do carnaval. Na época, a escola passava por dificuldades financeiras e os carnavalescos Milton Siqueira, Paulo César Cardoso e Ilvamar Magalhães optaram por utilizar materiais baratos na confecção de fantasias e alegorias. O desfile é constantemente listado entre os melhores da história do carnaval.
Campeã nos dois anos anteriores, a Estação Primeira de Mangueira ficou com o vice-campeonato por um ponto de diferença para a Vila. O desfile da Mangueira apresentou uma crítica social sobre a condição dos negros após a abolição da escravatura. Terceira colocada, a Beija-Flor realizou um desfile em que sincretizou deuses egípcios com orixás. Com um desfile sobre o ouro, Acadêmicos do Salgueiro se classificou em quarto lugar. Portela ficou em quinto lugar com um desfile inspirado no livro A Fonte dos Amores, do autor Câmara Cascudo. A obra narra a paixão do Vice-Rei Dom Luís de Vasconcelos de Sousa por uma jovem chamada Susana. União da Ilha do Governador foi a sexta colocada com uma apresentação em homenagem ao cantor Ary Barroso, morto em 1964. Sétimo colocado, o Império Serrano realizou um desfile em que criticava a fusão do Estado da Guanabara com o Rio de Janeiro, ocorrida em 1975. Caprichosos de Pilares, Mocidade Independente de Padre Miguel e Tradição empataram em oitavo lugar com 207 pontos. A Caprichosos realizou um desfile sobre o cinema. A Mocidade apresentou uma visão utópica sobre o Brasil pós-Constituinte de 1988. O enredo foi assinado pelo carnavalesco Fernando Pinto que faleceu em 29 de novembro de 1987, num acidente de carro quando deixava a quadra da escola.
Recém promovida ao Grupo 1, após conquistar o vice-campeonato do Grupo 2 no ano anterior, a Tradição fez sua estreia na primeira divisão com um desfile sobre a mistura de raças no Brasil. Estácio de Sá ficou em nono lugar com uma apresentação sobre o boi. Com um desfile sobre a violência, a São Clemente se classificou em décimo lugar. De volta ao Grupo 1, após vencer o Grupo 2 no ano anterior, a Unidos da Tijuca se classificou em décimo primeiro lugar com um desfile sobre as típicas conversas de bar. Unidos da Ponte foi a décima segunda colocada com uma apresentação em homenagem ao ator Paulo Gracindo, que participou do desfile. Penúltima colocada, a Unidos do Cabuçu homenageou o grupo humorístico Os Trapalhões. Seus integrantes, Didi, Dedé, Mussum e Zacarias participaram do desfile. Última colocada, a Imperatriz Leopoldinense realizou um desfile sobre piadas. A escola ultrapassou o tempo máximo de desfile, sendo penalizada. Cabuçu e Imperatriz seriam rebaixadas, mas a LIESA cancelou o descenso, responsabilizando-se pelo atraso da verde e branco, causado pela queda de um fio de alta tensão durante a passagem da escola anterior, a União da Ilha.
| Col. | Escola                                | Enredo                                      | Carnavalesco(a)                                          | Pontos |
| ---- | ------------------------------------- | ------------------------------------------- | -------------------------------------------------------- | ------ |
| 1    | Unidos de Vila Isabel                 | Kizomba, Festa da Raça                      | Milton Siqueira, Paulo César Cardoso e Ilvamar Magalhães | 224    |
| 2    | Estação Primeira de Mangueira         | 100 Anos de Liberdade, Realidade ou Ilusão? | Júlio Mattos                                             | 223    |
| 3    | Beija-Flor                            | Sou Negro, do Egito à Liberdade             | Joãosinho Trinta                                         | 222    |
| 4    | Acadêmicos do Salgueiro               | Em Busca do Ouro                            | Mário Monteiro e Chico Spinoza                           | 219    |
| 5    | Portela                               | Na Lenda Carioca, os Sonhos do Vice-rei     | Geraldo Cavalcante                                       | 211    |
| 6    | União da Ilha do Governador           | Aquarilha do Brasil                         | Max Lopes                                                | 210    |
| 7    | Império Serrano                       | Pára com Isto, Dá Cá o Meu                  | Ney Ayan                                                 | 208    |
| 8    | Caprichosos de Pilares                | Luz, Câmera e Ação                          | Renato Lage e Lilian Rabello                             | 207    |
| 8    | Mocidade Independente de Padre Miguel | Beijim, Beijim, Bye Bye Brasil              | Fernando Pinto e Cláudio Amaral Peixoto                  | 207    |
| 8    | Tradição                              | O Melhor da Raça, o Melhor do Carnaval      | João Rosendo e Vilela                                    | 207    |
| 9    | Estácio de Sá                         | O Boi Dá Bode                               | Rosa Magalhães                                           | 204    |
| 10   | São Clemente                          | Quem Avisa Amigo É                          | Carlinhos Andrade e Roberto Costa                        | 197    |
| 11   | Unidos da Tijuca                      | Templo do Absurdo - Bar Brasil              | Sílvio Cunha                                             | 194    |
| 12   | Unidos da Ponte                       | O Bem Amado Paulo Gracindo                  | Orlando Pereira                                          | 190    |
| 13   | Unidos do Cabuçu                      | O Mundo Mágico dos Trapalhões               | Alexandre Louzada                                        | 188    |
| 14   | Imperatriz Leopoldinense              | Conta Outra que Essa Foi Boa                | Luiz Fernando Reis                                       | 186    |

### Grupo 2
O desfile do Grupo 2 foi organizado pela Associação das Escolas de Samba da Cidade do Rio de Janeiro (AESCRJ) e realizado no Sambódromo da Marquês de Sapucaí, entre as 19 horas do sábado, dia 13 de fevereiro de 1988, e as 8 horas e 15 minutos do dia seguinte.
| Ordem dos desfiles |
| 1. Tupy de Brás de Pina 2. Paraíso do Tuiuti 3. Império da Tijuca 4. Arranco 5. Acadêmicos do Engenho da Rainha 6. Lins Imperial 7. Unidos do Jacarezinho 8. Acadêmicos de Santa Cruz 9. Independentes de Cordovil 10. Unidos de Lucas |

#### Classificação
Arranco e Unidos do Jacarezinho somaram a mesma pontuação final. No desempate, o Arranco foi campeão, garantindo sua promoção ao Grupo 1, de onde estava afastado desde 1978. A escola realizou um desfile baseado na música "A Banda", de Chico Buarque. A vice-campeã, Jacarezinho, também foi promovida ao Grupo 1, de onde foi rebaixada no ano anterior. A escola fez uma homenagem aos comunicadores infantis. Nenhuma escola foi rebaixada de grupo.
| Legenda: Promovidas ao Grupo 1 |

| Col. | Escola                          | Enredo                                                  | Carnavalesco(a)                                     | Pontos |
| ---- | ------------------------------- | ------------------------------------------------------- | --------------------------------------------------- | ------ |
| 1    | Arranco                         | Pra Ver a Banda Passar                                  | Carlinhos de Andrade, Roberto Costa e César Azevedo | 214    |
| 2    | Unidos do Jacarezinho           | Parabéns pra Vocês                                      | Lucas Pinto                                         | 214    |
| 3    | Unidos de Lucas                 | Na Ginga do Samba, aí Vem Ataulfo                       | Ney Roriz, Sid Camilo e Sancler Boiron              | 213    |
| 4    | Império da Tijuca               | Nosso Sinhô, Rei do Samba                               | José Félix e Darcy Giorno                           | 209    |
| 5    | Acadêmicos de Santa Cruz        | Como Se Bebe Nesta Terra                                | Luiz Fernando Reis                                  | 204    |
| 6    | Paraíso do Tuiuti               | Filho de Branco É Menino, Filho de Negro É Moleque      | Júlio Mattos                                        | 201    |
| 7    | Lins Imperial                   | Primavera É Tempo de Saudade, Tributo a Zinco e Caxambu | José Eugênio Silva                                  | 194    |
| 8    | Acadêmicos do Engenho da Rainha | De Sete em Sete, Pintando o Sete                        | Irany Rodrigues                                     | 186    |
| 9    | Independentes de Cordovil       | Burle Marx                                              | Paulo César Cardoso                                 | 178    |
| 10   | Tupy de Brás de Pina            | E Agora, José?                                          | Jairo de Souza                                      | 176    |

### Grupo 3
O desfile do Grupo 3 foi organizado pela AESCRJ e realizado a partir da noite do domingo, dia 14 de fevereiro de 1988, na Avenida Graça Aranha.
| Ordem dos desfiles |
| 1. Acadêmicos do Cubango 2. Em Cima da Hora 3. Unidos de Bangu 4. União de Jacarepaguá 5. União de Vaz Lobo 6. Mocidade Unida de Jacarepaguá 7. Grande Rio 8. Arrastão de Cascadura 9. Império do Marangá 10. Unidos de Nilópolis 11. Unidos de Padre Miguel |

#### Classificação
Arrastão de Cascadura foi a campeã, garantindo sua promoção ao Grupo 2, de onde estava afastada desde 1985. A escola realizou um desfile baseado no espetáculo "Brasil Canta Brasil", de Haroldo Costa. Vice-campeã, a Em Cima da Hora também foi promovida à segunda divisão, de onde foi rebaixada no ano anterior. Nenhuma escola foi rebaixada de grupo.
| Legenda: Promovidas ao Grupo 2 * Sem informação disponível |

| Col. | Escola                        | Enredo                                              | Carnavalesco(a)                                       | Pontos |
| ---- | ----------------------------- | --------------------------------------------------- | ----------------------------------------------------- | ------ |
| 1    | Arrastão de Cascadura         | Festa para Orfeu Negro                              | Joãozinho de Deus                                     | 218    |
| 2    | Em Cima da Hora               | Samba-ô                                             | Vando                                                 | 210    |
| 3    | União de Vaz Lobo             | Brasil, Brasília                                    | Jorge Bithencourt                                     | 206    |
| 4    | Acadêmicos do Cubango         | Ave Bahia, Cheia de Graça                           | Max Lopes                                             | 204    |
| 5    | União de Jacarepaguá          | Vendaval da Liberdade                               | Sérgio Kautzman e Armando Martins                     | 200    |
| 6    | Unidos de Bangu               | Rio que Tem Piranha, Jacaré Nada de Costas          | César D'Azevedo                                       | 186    |
| 7    | Império do Marangá            | Da Praia ao Futebol, Tudo Acaba em Carnaval         | Nelson Ricardo, Mizinho e Markito                     | 184    |
| 8    | Mocidade Unida de Jacarepaguá | Arco-íris Tem de Dar Certo                          | Antônio Carbonelli, Gibi, Agnaldo e Wanderley Caramba | 183    |
| 9    | Grande Rio                    | O amigo da Madrugada Contra as Feras Multinacionais | *                                                     | 176    |
| 10   | Unidos de Nilópolis           | Cartas Marcadas                                     | Vander Brito                                          | 172    |
| 11   | Unidos de Padre Miguel        | Valongo                                             | Valdir Madureira                                      | 84     |

### Grupo 4
O desfile do Grupo 4 foi organizado pela AESCRJ e realizado a partir da noite da segunda-feira, dia 15 de fevereiro de 1988, na Avenida Graça Aranha.
| Ordem dos desfiles |
| 1. Acadêmicos do Cachambi 2. Foliões de Botafogo 3. Leão de Nova Iguaçu 4. União de Rocha Miranda 5. Unidos da Vila Santa Tereza 6. Unidos de Cosmos 7. Unidos de Manguinhos 8. Unidos do Uraiti 9. Unidos do Viradouro |

#### Classificação
Leão de Nova Iguaçu foi a campeã, garantindo sua promoção inédita ao Grupo 3. Vice-campeã, Unidos do Viradouro também foi promovida à terceira divisão. Nenhuma escola foi rebaixada ou suspensa.
| Legenda: Promovidas ao Grupo 3 * Sem informação disponível |

| Col. | Escola                      | Enredo                                            | Carnavalesco(a)                                    | Pontos |
| ---- | --------------------------- | ------------------------------------------------- | -------------------------------------------------- | ------ |
| 1    | Leão de Nova Iguaçu         | A Coroação de Ganga Zumba                         | Ivan Carneiro                                      | 219    |
| 2    | Unidos do Viradouro         | A Contribuição do Negro ao Folclore Brasileiro    | Júlio Mattos                                       | 208    |
| 3    | União de Rocha Miranda      | Um Século e daí ou A Sombra da Ilusão de Uma Raça | José Eugênio                                       | 200    |
| 4    | Unidos da Vila Santa Tereza | Brasileiríssimo Villa-Lobos                       | Marcio Dorion                                      | 199    |
| 5    | Unidos do Uraiti            | Na Alegria e na Sorte Sorria                      | Antonio Ananias                                    | 198    |
| 6    | Foliões de Botafogo         | O Mundo Maravilhoso da Criança                    | José de Anchieta, Nelson Fonseca e Walter Monteiro | 194    |
| 7    | Unidos de Manguinhos        | Raiz de Uma Raça                                  | *                                                  | 193    |
| 8    | Unidos de Cosmos            | 50 Anos da Vida Artística de Nelson Gonçalves     | *                                                  | 172    |
| 9    | Acadêmicos do Cachambi      | No Limiar da Glória, aí Vem Chico Rei             | *                                                  | 171    |

### Desfile das Campeãs
O Desfile das Campeãs estava marcado para 20 de fevereiro, mas não foi realizado devido a uma tempestade que deixou o Rio de Janeiro em estado de calamidade pública, na véspera da festa. 273 pessoas morreram no Estado do Rio, sendo 78 na capital. À princípio, o desfile foi adiado para o sábado da semana seguinte, mas depois foi cancelado em definitivo devido ao luto pela tragédia.

## Blocos de rua
Por falta de acordo financeiro (pagamento da subvenção), não foram realizados os desfiles dos blocos carnavalescos filiados à Federação dos Blocos Carnavalescos do Estado do Rio de Janeiro. A Riotur promoveu o primeiro Concurso de Blocos de Rua do carnaval carioca. Foram realizadas cinco eliminatórias nos bairros da cidade. A final do concurso foi realizada no Sambódromo da Marquês de Sapucaí. Associação Atlética Carnavalesca Refulyer de Piabetá, de Duque de Caxias, foi o campeão.
| Col.           | Bloco                                                                  | Prêmio       |
| -------------- | ---------------------------------------------------------------------- | ------------ |
| 1              | Associação Atlética Carnavalesca Refulyer de Piabetá (Duque de Caxias) | Cz$ 1 milhão |
| 2              | Seresteiros da Tijuca                                                  | Cz$ 500 mil  |
| 3              | Não Tem Mosquito                                                       | Cz$ 300 mil  |
| 4              | Queima de Bangu                                                        | -            |
| Melhor Bateria | Paraíso Alberto João XXIII                                             | Cz$ 20 mil   |
| Melhor Bateria | Seresteiros da Tijuca                                                  | Cz$ 20 mil   |

## Coretos
Os coretos da Rua Sofia e da Praça Paulo da Portela empataram em primeiro lugar.
| Legenda: * Sem informação disponível |

| Col. | Coreto                             | Tema                           | Prêmio     |
| ---- | ---------------------------------- | ------------------------------ | ---------- |
| 1    | Rua Sofia (Padre Miguel)           | Beijim, Beijim, Bye Bye Brasil | 60 mil Cz$ |
| 1    | Praça Paulo da Portela (Madureira) | Maria Fumaça                   | 60 mil Cz$ |
| 2    | Largo da Freguesia (Jacarepaguá)   | *                              | 30 mil Cz$ |
| 3    | Rua Topázios (Rocha Miranda)       | *                              | 20 mil Cz$ |

## Frevos carnavalescos
Lenhadores foi o campeão.

## Ranchos carnavalescos
O desfile dos ranchos foi realizado na Avenida Graça Aranha, a partir da noite da segunda-feira, dia 15 de fevereiro de 1988. A apuração do resultado foi realizada na sede da Riotur logo após os desfiles.
Classificação
Azulões da Torre foi campeão desfilando o enredo "Recife, Beleza Brasileira". Flor da Saudade foi desclassificado antes do desfile por não apresentar os requisitos mínimos exigidos.
| Col. | Rancho                   |
| ---- | ------------------------ |
| 1    | Azulões da Torre         |
| 2    | Lira de Vila Isabel      |
| 3    | Decididos de Quintino    |
| 4    | Recreio da Saudade       |
| 5    | Flor Amorosa de Ipanema  |
| 6    | Aliados de Quintino      |
| 7    | Império de São Cristóvão |

## Sociedades carnavalescas
Não houve apresentação das grandes sociedades em 1988. O desfile estava marcado para a terça-feira de carnaval, dia 16 de fevereiro, mas não foi realizado devido a uma forte chuva que atingiu a cidade. O desfile foi transferido para o sábado, dia 20 de fevereiro, antes do Desfile das Campeãs, mas também não pode ser realizado porque, na véspera, um temporal deixou a cidade em estado de calamidade pública.